# Paciorecznik indyjski

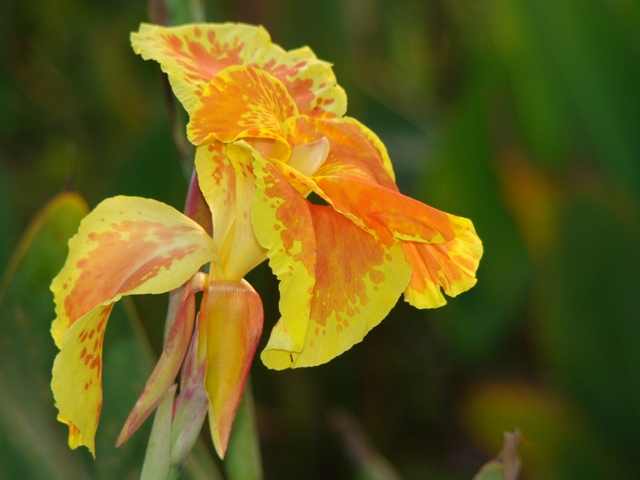
Kwiat

Paciorecznik indyjski (Canna indica L.) – gatunek rośliny z rodziny paciorecznikowatych (Cannaceae). Występuje w strefie międzyzwrotnikowej. Wbrew swojej nazwie nie pochodzi z Indii, lecz z północnego i środkowego Meksyku i Ameryki Południowej. Gatunek introdukowany do flory Stanów Zjednoczonych, w wielu miejscach uprawiany i naturalizowany. Jest jednym z gatunków wyjściowych, z których ogrodnicy wyhodowali mieszańca zwanego paciorecznikiem ogrodowym.

## Morfologia
PokrójBylina o wysokości do 2,4 m o ciemnozielonych, podłużnie jajowatych liściach z czerwonymi przebarwieniami. Pod ziemią roślina wytwarza kłącze.
KwiatyDuże w kolorze od żółtego do ciemnoczerwonego, o bardzo wąskich płatkach. Zebrane są w kłosy na szczycie grubej, mięsistej łodygi. Kwitnie przez całe lato aż do jesieni.

## Zastosowanie i uprawa
- Zastosowanie. Jest uprawiany jako roślina ozdobna. Nadaje się na kwietniki, do tworzenia grup kwiatowych i na kwiat cięty.
- Uprawa. Wymaga żyznej, próchnicznej gleby i słonecznego lub nieco tylko zacienionego stanowiska. Rozmnaża się go przez podział kłączy lub z nasion. Jako roślina cieplejszego klimatu nie jest przystosowany do naszych warunków i zimą jego kłącze przemarza w ziemi. W związku z tym po zakończeniu kwitnienia przycina się go przy samej ziemi, kłącze jesienią musi być wykopane z ziemi i przez zimę przechowywane w pomieszczeniu o temperaturze 5-8 °C. Wiosną (w marcu) dzieli się go na kawałki (każdy z nich powinien mieć przynajmniej 1 pąk) i pozostawia na powietrzu, aby rany przyschły. Wskazane jest obsypanie ran miałem węglowym. Przeschnięte kłącze sadzi się do doniczek trzymanych w ogrzewanym pomieszczeniu i umiarkowanie podlewa. Do gruntu wysadza się z doniczek dopiero w drugiej połowie maja.

## Systematyka
Nazwa rośliny ma wiele synonimów: Canna coccinea Mill., Canna compacta Roscoe, Canna edulis Ker Gawl., Canna limbata Roscoe, Canna lutea Mill.